# Olympische Sommerspiele 1992/Kanu – Einer-Canadier 1000 m (Männer)
Die Wettkämpfe im Einer-Canadier über 1000 Meter bei den Olympischen Sommerspielen 1992 wurden vom 4. bis 8. August 1988 in Castelldefels ausgetragen. 
Olympiasieger wurde der Bulgare Nikolaj Buchalow, der am Tag zuvor auch über 500 Meter Gold holen konnte.

## Ergebnisse

### Vorläufe
Die jeweils ersten drei Boote qualifizierten sich direkt für das Halbfinale, die restlichen Boote für die Hoffnungsläufe.

#### Vorlauf 1
| Rang | Athleten          | Nation           | Zeit        |
| ---- | ----------------- | ---------------- | ----------- |
| 1    | Matthias Röder    | Deutschland      | 4:02,57 min |
| 2    | Pascal Sylvoz     | Frankreich       | 4:03,39 min |
| 3    | Ivans Klementjevs | Lettland         | 4:03,82 min |
| 4    | Victor Partnoi    | Rumänien         | 4:04,64 min |
| 5    | Jan Bartůněk      | Tschechoslowakei | 4:15,61 min |
| 6    | Tomasz Darski     | Polen            | 4:23,21 min |
| 7    | Park Chang-kyu    | Südkorea         | 4:23,93 min |

#### Vorlauf 2
| Rang | Athleten            | Nation             | Zeit        |
| ---- | ------------------- | ------------------ | ----------- |
| 1    | Steve Giles         | Kanada             | 4:03,34 min |
| 2    | Nikolaj Buchalow    | Bulgarien          | 4:03,36 min |
| 3    | Alexander Kostoglod | Vereintes Team     | 4:04,99 min |
| 4    | Peter Liljedahl     | Schweden           | 4:05,08 min |
| 5    | Vlado Poslek        | Kroatien           | 4:09,77 min |
| 6    | Fred Spaulding      | Vereinigte Staaten | 4:10,24 min |

#### Vorlauf 3
| Rang | Athleten         | Nation         | Zeit        |
| ---- | ---------------- | -------------- | ----------- |
| 1    | György Zala      | Ungarn         | 4:06,43 min |
| 2    | Andrew Train     | Großbritannien | 4:07,44 min |
| 3    | José Alfredo Bea | Spanien        | 4:09,18 min |
| 4    | Armando Silega   | Kuba           | 4:10,76 min |
| 5    | Tiit Tikerpe     | Estland        | 4:14,73 min |
| 6    | José Martínez    | Mexiko         | 4:18,70 min |

### Hoffnungsläufe
Die ersten vier Boote der jeweiligen Hoffnungsläufe und der schnellere Fünfte erreichten das Halbfinale.

#### Hoffnungslauf 1
| Rang | Athleten       | Nation             | Zeit        |
| ---- | -------------- | ------------------ | ----------- |
| 1    | Victor Partnoi | Rumänien           | 4:02,67 min |
| 2    | Fred Spaulding | Vereinigte Staaten | 4:04,39 min |
| 3    | Armando Silega | Kuba               | 4:04,43 min |
| 4    | Vlado Poslek   | Kroatien           | 4:05,86 min |
| 5    | Park Chang-kyu | Südkorea           | 4:06,53 min |

#### Hoffnungslauf 2
| Rang | Athleten        | Nation           | Zeit        |
| ---- | --------------- | ---------------- | ----------- |
| 1    | Jan Bartůněk    | Tschechoslowakei | 4:02,48 min |
| 2    | Peter Liljedahl | Schweden         | 4:03,44 min |
| 3    | Tiit Tikerpe    | Estland          | 4:05,05 min |
| 4    | José Martínez   | Mexiko           | 4:06,73 min |
| 5    | Tomasz Darski   | Polen            | 4:11,11 min |

### Halbfinalläufe
Die ersten vier Boote des jeweiligen Halbfinals und der zeitbessere Fünfte erreichten das Finale.

#### Halbfinale 1
| Rang | Athleten          | Nation      | Zeit        |
| ---- | ----------------- | ----------- | ----------- |
| 1    | Matthias Röder    | Deutschland | 4:02,94 min |
| 2    | Nikolaj Buchalow  | Bulgarien   | 4:03,46 min |
| 3    | Ivans Klementjevs | Lettland    | 4:04,12 min |
| 4    | György Zala       | Ungarn      | 4:05,29 min |
| 5    | Victor Partnoi    | Rumänien    | 4:06,58 min |
| 6    | José Martínez     | Mexiko      | 4:07,78 min |
| 7    | Armando Silega    | Kuba        | 4:25,54 min |
| 8    | José Alfredo Bea  | Spanien     | 4:25,63 min |
| —    | Peter Liljedahl   | Schweden    | DSQ         |

#### Halbfinale 2
| Rang | Athleten            | Nation             | Zeit        |
| ---- | ------------------- | ------------------ | ----------- |
| 1    | Pascal Sylvoz       | Frankreich         | 4:06,83 min |
| 2    | Steve Giles         | Kanada             | 4:08,05 min |
| 3    | Jan Bartůněk        | Tschechoslowakei   | 4:08,44 min |
| 4    | Andrew Train        | Großbritannien     | 4:09,94 min |
| 5    | Alexander Kostoglod | Vereintes Team     | 4:10,10 min |
| 6    | Fred Spaulding      | Vereinigte Staaten | 4:13,83 min |
| 7    | Vlado Poslek        | Kroatien           | 4:16,99 min |
| 8    | Park Chang-kyu      | Südkorea           | 4:29,23 min |
| —    | Tiit Tikerpe        | Estland            | DSQ         |

### Finale
| Rang | Athleten          | Nation           | Zeit        |
| ---- | ----------------- | ---------------- | ----------- |
| 1    | Nikolaj Buchalow  | Bulgarien        | 4:05,92 min |
| 2    | Ivans Klementjevs | Lettland         | 4:06,60 min |
| 3    | György Zala       | Ungarn           | 4:07,35 min |
| 4    | Matthias Röder    | Deutschland      | 4:08,96 min |
| 5    | Pascal Sylvoz     | Frankreich       | 4:09,82 min |
| 6    | Andrew Train      | Großbritannien   | 4:12,58 min |
| 7    | Victor Partnoi    | Rumänien         | 4:14,57 min |
| 8    | Jan Bartůněk      | Tschechoslowakei | 4:15,25 min |
| 9    | Steve Giles       | Kanada           | 4:17,12 min |